# Austrian Open 1984
L'Austrian Open 1984 è stato un torneo di tennis giocato sulla terra rossa. È stata la 39ª edizione del torneo, che fa parte del Volvo Grand Prix 1984. Si è giocato a Kitzbühel in Austria dal 23 al 29 luglio 1984.

## Campioni

### Singolare maschile
José Higueras ha battuto in finale  Víctor Pecci con il punteggio di 7–5, 3–6, 6–1

### Doppio maschile
Henri Leconte /  Pascal Portes hanno battuto in finale  Colin Dowdeswell /   Wojciech Fibak con il punteggio di 2–6, 7–6, 7–6